# Азартні ігри в Мексиці
Азартні ігри дозволені в Мексиці за умови отримання відповідного урядового дозволу на здійснення ігрової діяльності від компетентного органу Мексики.

## Опис
Азартні ігри це діяльність, що підпадає під сферу дії федерального уряду та федерального законодавства, а не державного чи місцевого рівня. Винятком є питання оподаткування ігор.
Відповідно до розділу X статті 73 Конституції Мексики, Федеральне законодавство прийняло Закон про федеральні ігри та розіграші (ісп. Ley Federal de Juegos y Sorteos), який був опублікований в Офіційному віснику Федерації (Diario Oficial de la Federación) від 31 грудня 1947 року і діє з 5 січня 1948 р.
У березні 2020-го року, під час пандемії Covid-19, всі ігрові заклади країни було закрито, часткове послаблення карантинних заходів почалося в жовтні, коли уряд дозволив відкриття букмекерських контор і казино з 10 до 22 години. Окрім того, до 31 грудня 020 року було скасовано 6%-й податок на призи до лотерей.